# Furness, Withy & Co.
Furness, Withy & Co. Ltd. war eine britische Reederei mit Hauptsitz in West Hartlepool und betrieb einen erfolgreichen Fracht- und Passagierliniendienst nach Nordamerika.

## Geschichte
Christopher Furness, 1. Baron Furness (1852–1912) und sein Bruder Thomas stiegen 1878 in das Schifffahrtsgeschäft ein, und 1884 kaufte sich Christopher Furness in die Werft von Edward Withy in West Hartlepool ein. 1885 eröffneten die beiden Partner einen gemeinsamen Dienst mit der Wilson Line von Newcastle nach New York City, der unter dem Namen Wilson-Furness Line firmierte.
1891 zog sich Wilson aus dem Unternehmen zurück, das darauf in Furness, Withy & Co. Ltd. umbenannt wurde und eine Flotte von anfangs 18 Frachtschiffen betrieb. Was nun folgen sollte, war eine beispiellose Welle von Übernahmen und Neugründungen. Furness, Withy & Co. sollte so zu einer der erfolgreichsten Reedereien überhaupt werden.
1892 gründete man mit der Chesapeake & Ohio S.S. Co. die erste Tochterreederei, 1898 folgten mit der Manchester Liners eine weitere Neugründung und die Übernahme der Canadian & Newfoundland S.S. Co. 1902 kaufte Furness, Withy die Gulf Line auf und eröffnete so die Liniendienste nach Südafrika und Australien. 1906 folgte die Neptune S.N.Co. , und 1910 wurden die Reedereien Agincourt S.S. Co. und die Norfolk & North American S.N. Co. Ltd. dem wachsenden Imperium hinzugefügt. 1911 erwarb Furness, Withy 50 % an der Houlder Bros. & Co. und übernahm die kleine Küstenreederei London Welsh S.S. Co. ganz. 1912 kaufte man George Warren’s White Diamond S.S. Co. auf und firmierte sie als George Warren & Co. um. 1914 kaufte man 50 % an der Johnston Line.
1916 folgte die Übernahme der renommierten Prince Line und die Eröffnung der Südamerika-Liniendienste. In dieser Zeit umfasste die Flotte etwa 215 Schiffe – meist Frachter. Furness, Withy & Co. Ltd. war gemessen an der Anzahl der Schiffe mit Abstand die größte Reederei der Welt.
1917 wurde die Furness Shipbuilding Company in Haverton Hill gegründet. Im selben Jahr gründete man auch die Rio Cape Line als neue Tochterreederei und 1921 folgte die Gründung der Bermuda & West Indies S.S. Co. Schon 1919 hatte sich die Furness-Familie aus der Reederei zurückgezogen, blieb aber weiter in der neugegründeten Werft aktiv. 1922 wurde die Reederei G. Warren & Co. in Warren Line umbenannt, und die London Welsh S.S. Co. Ltd. verkauft. 1929 erfolgten die Übernahmen von Cairn Line und der Red Cross Line, die Gulf Line wurde aber aufgelöst und ihre Schiffe an die Bermuda & West Indies S.S. Co. übertragen. Im selben Zeitraum wurden auch die Liniendienste zu den US-amerikanischen und kanadischen Pazifikhäfen über dem Panama-Kanal eröffnet.
Nach dem Zusammenbruch der Royal Mail Line 1931 übernahm Furness, Withy 1933 die Reederei Shaw, Savill & Albion Steamship Co. 1934 kaufte man die restlichen Aktien der Johnston Line und fusionierte sie mit der Warren Line zur Johnston-Warren Line. Die Neptune S.N. Co. wurde im gleichen Jahr aufgelöst und ihre Schiffe der neuen Reederei übertragen. 1937 erwarb man 50 % an Royal Mail Line / Pacific S.N. Co.
1965 kaufte man die restlichen Aktien an der RML/PSNCo-Group auf. 1968 erwarb man die Houlder Line komplett und 1973 noch die Reederei Kaye, Son & Co. Ltd.
1970 bestand das Furness, Withy-Imperium aus dem folgenden Reederei-Park:

- Furness, Withy & Company
- Shaw, Savill & Albion (SS&A)
- Royal Mail Line (RML)
- Pacific Steam Navigation Company (PSNCo)
- Prince Line/Rio Cape Line
- Manchester Liners
- Houlder Line
- Johnston-Warren Line
- Bermuda & West Indies Line
- Kaye, Son & Company (seit 1973)

Die durch das Flugzeug und durch die Einführung des Container hervorgerufenen Veränderungen in der Schifffahrt führten bei Furness, Withy & Co. Ltd. zu wirtschaftlichen Problemen. In den 1970er Jahren ging es kontinuierlich bergab und 1980 erfolgte die Übernahme durch den aus Hongkong stammenden Reeder C.Y. Tung.
Tung verkaufte die Reederei-Gruppe 1990 für etwa 170 Mill. USD an die deutsche Reederei Hamburg Süd. In diesem Geschäft waren nur noch ein Containerschiff sowie einige Liniendienste und die Namensrechte der durch Furness, Withy aufgekauften Reedereien enthalten.
Furness, Withy & Co. hat gegenwärtig nur verwaltungstechnische Aufgaben innerhalb der Hamburg Süd.